# Rimac Automobili
A Rimac Automobili egy horvát autóipari fejlesztő cég, amelyet 2009-ben Mate Rimac alapított Sveta Nedeljában (Zágráb közelében). Fő célja nagy teljesítményű elektromos sportautók fejlesztése.
Több prototípust mutatott be a cég. A  2018-as Genfi autószalonon bemutatott C Two nevű, négy elektromotorral ellátott jármű teljesítménye 1914 LE, végsebessége 258 mérföld/óra (kb. 415 km/óra). A teljesen lemerült akkumulátorát 30 perc alatt lehet feltölteni 80 százalékos szintre.
A német Porsche cég 15,5 %-os  résztulajdonosa a Rimac Automobili cégnek.